# بايرون هربرت ريس
بايرون هربرت ريس (بالإنجليزية: Byron Herbert Reece)‏ (14 سبتمبر 1917، مقاطعة يونيون في الولايات المتحدة - 3 يونيو 1958، يونغ هاريس في الولايات المتحدة)؛ شاعر، مدرس وروائي أمريكي.

## الجوائز
- زمالة غوغنهايم